# Digimon Adventure:
Digimon Adventure: (jap. デジモンアドベンチャー: Dejimon Adobenchā:) ist die achte Anime-Staffel des Franchise Digimon und gilt als Neuerzählung der gleichnamigen ersten Fernsehstaffel Digimon, die 1999 spielt und auch in diesem Jahr erstveröffentlicht wurde. Die 16 dort agierenden Hauptfiguren dienen erneut als Protagonisten.
Produziert wurde die Serie durch die drei japanischen Unternehmen Fuji Television, Tōei Animation und Yomiko Advertising nach der Idee von Akiyoshi Hongo. Sie wird unter anderem den Genres Abenteuer, Action, Science-Fiction und Shōnen zugeordnet. Die Erstausstrahlung erfolgte mit Unterbrechungen zwischen April 2020 und September 2021 in Japan auf Fuji TV. Die 67 Episoden bilden neben Digimon Ghost Game die bislang längste Einzelstaffel im Digimon-Franchise.

## Grundsätzliches

### Digimon
Digimon sind Lebewesen, die aus digitalen Daten entstanden sind. Der Begriff leitet sich von Digital Monsters (dt. Digitale Monster) ab; jeder Name eines Digimons endet mit der Silbe -mon. Die Digimon können sich wie die Menschen in allen bekannten Welten aufhalten. Jedes Digimon lässt sich einer Gattung zuordnen, beispielsweise den Reptilien, zu denen Agumon gehört, oder den Insekten um Kabuterimon. Einigen ist es möglich, sich verbal mit Menschen zu verständigen. Andere hingegen sind weniger vernunftbegabt, lassen sich von tierischen Instinkten leiten und jagen hauptsächlich sowie verteidigen ihre Gebiete. Jedes Digimon verfügt über mindestens eine Spezialattacke, also eine Fähigkeit, die über gewöhnliches Schlagen, Treten etc. hinausgeht. Ist ein Digimon in der Lage, sich über menschliche Sprachen zu verständigen, kann es vor oder während der Ausführung den Namen der Fähigkeit aufrufen. Beispiele sind Birdramons Meteor Wing oder Togemons Stichstich Bang Bang. Auch den weniger vernunftbegabten Digimon werden feste Bezeichnungen für ihre individuellen Spezialattacken zugeschrieben.
Digimon haben keine Geschlechter und können sich nicht fortpflanzen. Geboren werden sie aus Digi-Eiern. Da kein Fall bekannt ist, wonach ein Digimon eines natürlichen Todes gestorben wäre, kann sein Leben nur durch vorherige Gewalteinwirkung oder eigens aufgewendete, massive Anstrengung beendet werden. Mit seinem Tod zerfällt sein Körper in Datenfragmente, die sich als Digi-Ei wieder materialisieren. Nach einiger Zeit wird das Digimon daraus neugeboren, wodurch seine Erinnerungen in seinem tiefsten Innern verschlossen werden und dann nur äußerst selten wieder zurückkehren können. Es existieren mindestens acht unterschiedliche Phasen, genannt Level, die ein Digimon im Laufe seines Lebens durchlaufen kann. Sechs davon bilden den häufigsten Verlauf eines Lebenszyklus: vom Baby- auf das Ausbildung-, Rookie-, Champion-, Ultra- bis zum Mega-Level. Dazu kommen das Armor-Level, das für gewöhnlich kräftemäßig zwischen dem Champion- und Ultra-Level anzusiedeln ist, sowie das Hybrid-Level, das nicht klar zuzuordnen ist, aber mindestens über dem Champion-Level liegt. Die Stärken, Schwächen und Fähigkeiten eines Digimons auf dem gleichen Level sind nicht immer gleichzusetzen mit denen seiner Artgenossen, wodurch sich einerseits Digimon auch auf niedrigeren Leveln gegen höherentwickelte durchsetzen können, höherentwickelte andererseits nicht immer gegen Digimon auf einem niedrigeren Level. Jedes Digimon beginnt seinen Lebenszyklus auf dem ersten Level und entwickelt sich mit fortschreitendem Alter unterschiedlich schnell weiter. Da sich verhältnismäßig zu den folgenden Stufen wenige Digimon auf dem Baby-Level befinden, gibt es für die jeweilige erste Form und darüber hinaus keine einheitliche Entwicklungsstruktur. So kann ein Punimon, das die früheste Form von Yamatos Gabumon bildet, einen anderen Entwicklungsverlauf nehmen, aber dieser Weg kann sich an einem oder mehreren Punkten wieder mit dem von Yamatos Partner kreuzen, sodass es sich zum Beispiel auf dem Champion-Level ebenfalls zu einem Garurumon entwickelt. Der Entwicklungsverlauf eines Digimons kann sich nach Wiedergeburten verändern, aber auch während des laufenden Zyklus durch starke Emotionen oder Fremdeinwirkung beeinflusst werden. Bei einer Entwicklung (jap. 進化; Shinka, dt. „Evolution“) erhöht sich für gewöhnlich die Angriffskraft eines Digimons sowie nimmt es stets eine neue Attacke an und legt seine bisherige ab. Dabei verändert sich auch sein Körper und gegebenenfalls die Gattung. Die ihn geschaffenen Daten des Digimons legen ihre feste Form ab und bilden sich zu einer neuen Gestalt. Dabei kann der Körper eines Digimons an Größe und Gewicht zu-, aber auch abnehmen. Es hält ein einmal erreichtes Level und entwickelt sich nicht zurück. Anders verhält es sich mit Digimon, die mit einem menschlichen Partner zusammenarbeiten: Diese sind mit ihrem Digivice, einer handflächengroßen Apparatur, in der Lage, eine Level-Erhöhung ihres Partner-Digimons innerhalb von Sekunden zu erwirken. Eine so herbeigeführte Entwicklung bedarf eines hohen Vertrauens in das Partner-Digimon und die eigene Charakterstärke sowie darf das Partner-Digimon in dieser Situation nicht direkt angegriffen werden. Die Entwicklung ist nicht von Dauer: Je nach aufgewandter Energie des Digimons fällt es bis auf das Rookie-Level zurück.

### Welten
Neben der Welt der Menschen werden zwei weitere dargestellt: das „Netz“ (auch „Netzwerk“) und die „Digital World“ (dt. Digitale Welt). Zwischen den drei Welten herrscht im ersten Drittel der Handlung eine Asynchronität der Zeit. So vergehen für eine erlebte Minute in der Digital World nur einige Augenblicke in der Menschenwelt. Auch das Netz ist von diesem Phänomen betroffen, allerdings unterscheidet sich der Zeitfluss abhängig von der Nähe zu einer der anderen Welten. Das heißt, ein Körper, der sich nah am Netzausgang zur Menschenwelt befindet, erlebt nur einen geringfügigen Unterschied zur Menschenwelt, aber einen deutlich größeren zur Digital World. Die Kommunikation in dieser Asynchronität kann durch den Gebrauch von Digivices zueinander harmonisiert werden.
Das Netz, das auch das Internet beinhaltet, wurde durch die Menschen geschaffen und dient unter anderem als einer der Übergänge der Menschenwelt in die Digital World und umgekehrt. Es besteht ausschließlich aus Daten, die Formen angenommen haben. Dort können sich sowohl Menschen als auch Digimon physisch aufhalten. Im Netz ist es möglich, sich sowohl zu Fuß als auch über Ströme, und dadurch schneller, fortzubewegen. Elektronische Geräte, die sich im Netz befinden, können Informationen aus der Menschenwelt empfangen, jedoch keine dorthin senden. Aus dem Netz heraus können elektronische Geräte und Computersysteme in der Menschenwelt gesteuert und durch sie Befehle ausgeführt werden. Dabei sind spezielle Bereiche für jeweilige Netzstrukturen vorgesehen, die auch ausgemacht werden können.
Die Digital World ist die Heimat der Digimon. Sie wurde aus Daten geschaffen, ähnelt aber der Menschenwelt mehr als dem Netz. In ihr finden sich organische Materialien wie Wasser oder Obst, die auch von Menschen getrunken bzw. gegessen werden können. Die Digital World ist in mehrere Kontinente aufgeteilt; zum Beispiel Cloud, der in der Luft schwebt, und der Unendlichkeits-Kontinent. Es besteht ein Übergang in die beiden anderen Welten. In ihr ist es nur begrenzt möglich, elektronische Geräte zu nutzen. Vor dem Beginn der Handlung herrschte der antike Krieg zwischen dem Licht unter der Führung der Herrscher des Guten der Digital World – einer Vereinigung von Digimon auf dem Mega-Level – sowie der Finsternis (auch Dunkelheit), die das Dunkle Digimon befehligte. Dieser führte zu erheblichen Schäden in der Digital World. Seither besteht ein Status quo und die nun als neue Finsternis bekannte Strömung sammelt Kräfte für eine Übernahme der Digital World. Ihr Einfluss expandiert auch ins Netz und darüber hinaus in die Menschenwelt.
Parallel zur Digital World existiert zusätzlich eine Zwischenebene, die im Laufe der Handlung durch das Digimon Eyesmon geschaffen wird. Diese ist direkt mit der Digital World und der Menschenwelt verbunden. Darin baut Eyesmon aus den Daten, die es aus der Stadt Tokio gewinnt, jene originalgetreu nach, was durch die Übertragung aus der Menschenwelt zu massiven Störungen in der originalen Stadt und ihrer Umgebung führt. Die Daten in dieser Dimension können jederzeit nach Eyesmons Belieben verändert werden, womit es auch die Möglichkeit hat, die Stadt in Betrieb zu nehmen mit umherlaufenden Menschen sowie Bahn- und Luftverkehr.

### Handlung
Im August 2020 kommt es zu großflächigen Netzwerkstörungen in der japanischen Hauptstadt Tokio und ihrer Umgebung: Ampeln blinken exzessiv und unregelmäßig, Werbeanzeigen auf Bildschirmen sind gefüllt mit unleserlichen Texten. Auch weil die Ursachen unklar sind, wird in den Nachrichten schnell von Cyber-Terrorismus gesprochen.
Einer der Hauptcharaktere, der Fünftklässler Taichi Yagami, bereitet sich auf ein kommendes Sommercamp vor, während seine Mutter und seine jüngere Schwester Hikari sich im Stadtbezirk Shibuya aufhalten. Mit dem dazugekommenen Koshiro Izumi erfährt er, dass seine Familie in Gefahr schwebt. So eilen beide nach Shibuya, um sie zu retten. Als Taichi einen Bahnsteig erreicht, findet er sich plötzlich allein im Netz wieder; mit einem handflächengroßen Gerät und einem Lebewesen vor ihm, das sich als sein Partner-Digimon Agumon herausstellt. Beide müssen sich schnell gegen zahlreiche feindliche Algomon wehren. Nach dem Sieg über ihre Gegner ist Taichis Familie außer Gefahr; er und sein Digimon treffen indes auf Yamato Ishida und seinen Partner Gabumon, mit denen sie gemeinsam die weiteren Störungen im Netz beseitigen wollen, für die die Algomon verantwortlich sind. Letztlich treffen sie auf ein sich stetig weiterentwickelndes Algomon, dem sie fast unterliegen, als Taichis und Yamatos Partner zu Omegamon fusionieren und es besiegen. Von Yamato und den Digimon getrennt, kehrt Taichi in seine Welt zurück und fährt einige Tage später mit Koshiro ins Ferienlager.
Nach ihrer Rückkehr verschärft sich die Krise in Tokio erneut. Taichi und die dazugekommene Sora Takenouchi verlassen ihre Welt und landen in der Digital World, wo Sora ihren Partner Piyomon und Taichi erneut auf Agumon trifft. Sie erfahren, dass sowohl die Digital World als auch die Menschenwelt und das Netz von der neuen Finsternis bedroht werden. Daher sollen sie auf dem Digital-World-Kontinent Cloud eines der Heiligen Digimon suchen, das von Devimon festgehalten wird, um mit dessen Hilfe die neue Finsternis zu besiegen. Auf ihrem Weg treffen sie mit Mimi Tachikawa und Palmon sowie Jo Kido und Gomamon auf weitere Verbündete. Gemeinsam mit den dazugekommenen Yamato mit Gabumon und Koshiro mit Tentomon machen sie sich auf die Suche nach ihrem Ziel. Als sie den Aufenthaltsort eines der Heiligen Digimon ausgemacht haben, trennen sie sich in zwei Gruppen, um einen Pfad zu diesem zu finden. Dabei gerät die Gruppe von Koshiro, Mimi und Taichi an das Digimon Eyesmon, das die Störung seit der Vernichtung der Algomon im Sinne der neuen Finsternis wieder entfacht hat. Wieder vereint, gelingt den Kindern und ihren Digimon der Sieg über es, allerdings werden Taichi und Yamato daraufhin von den anderen getrennt und müssen sich auf die Suche nach ihnen machen. Dabei finden sie Yamatos Bruder Takeru in der Gewalt der neuen Finsternis vor und befreien ihn. Als diese sich anschließend an ihre Tötung macht, bricht eines der Heiligen Digimon aus seiner Gefangenschaft aus und offenbart sich als Takerus Partner Angemon, der für die Rettung der Kinder und ihrer Digimon sein Leben lassen muss. Nach dessen Rückverwandlung in ein Digi-Ei wird es von einem Schergen der neuen Finsternis, Skull Knightmon, gestohlen und zu Devimon zurückgebracht; die Gruppe dringt in dessen Stützpunkt ein, um es zu befreien. Nachdem dies gelungen ist, stellen sie sich Devimon, das sich bis auf das Mega-Level entwickelt. Gemeinsam können sie es besiegen. Das entwickelte Skull Knightmon, nun Dark Knightmon, entkommt indes mit einem Splitter, mit dem Devimon seine Entwicklungen durchgeführt hat.
Anschließend fallen die Kinder mit ihren Digimon vom schwebenden Kontinent Cloud in die Tiefe und landen in einem Meer. Dort kommt es zur Wiedervereinigung der auserwählten Kinder und ihren Digimon; auch Hikari stößt zu ihnen. Sie gelangen zum Unendlichkeits-Kontinent und treffen auf Dark Knightmon, das sie angreift. Bei einem Schlagabtausch mit Angemon werden die Kinder mit ihren jeweiligen Digimon sowie ihr Feind erneut voneinander getrennt. Taichi wird Zeuge, wie das wieder zurückentwickelte Skull Knightmon seine Schwester entführt, die jedoch freiwillig mit ihm mitgeht. Es bringt sie zu einem Altar, um beide zugunsten Millenniumons zu opfern, das sich damit eine Wiedergeburt erhofft. Vor der Vollendung gelingt es Taichi und War Greymon, Hikari zu retten, die zuvor mit ihrem Partner Tailmon vereint worden ist. Gemeinsam machen sie sich in die als FAGA bekannten Versiegelten Tiefen des Unendlichkeits-Kontinents auf, um dort Millenniumon endgültig zu besiegen. Ihnen wird während ihrer Reise immer deutlicher, wie die neue Finsternis die Digital World verändert. Ihre Feinde treiben indes andere Pläne für die Wiederauferstehung Millenniumons voran. Nachdem die Freunde FAGA erreicht haben, ermöglicht Taichi den anderen den Abstieg in die Versiegelten Tiefen, während er und War Greymon von einer Explosion erfasst werden und unauffindbar sind. Den anderen Kindern und ihren Partnern gelingt es nicht, Millenniumons Wiedergeburt aufzuhalten, jedoch kehren die beiden Verschwundenen wieder. Mit einer gemeinsamen Kraftanstrengung schaffen es die Freunde, Millenniumon endgültig zu vernichten.
Bald darauf erfahren sie, dass Millenniumon nicht der letzte Gegner war, der die Digital World bedroht, und die Große Katastrophe für alle Welten noch bevorstehe. Um sich auf diese finale Aufgabe vorzubereiten, suchen sie nach Informationen über die Wappen, die seit jeher auf ihren Digivices aufleuchten. Während Taichis Kompass ständig neue Richtungen anzeigt und er mit Agumon so zu seinen Freunden findet, leuchten auf den Digivices der Kinder nach und nach deren Wappen auf, auch einige ihrer Partner entwickeln sich erstmals auf das Mega-Level. Nachdem sich die Freunde wieder vereint haben, erhebt sich das Digimon Negamon, das sich als ihr ärgster Feind erweist. Es hetzt das Dunkle Digimon, Deathmon, auf sie, das die Freunde zwar besiegen können, so aber den Beginn der Großen Katastrophe auslösen. Aus der weißen Leere schickt sich Negamon an, alles Sein zu verschlingen. In einer gemeinsamen Kraftanstrengung und mit Taichis und Yamatos gemeinsam gebildeten Omegamon Alter-S töten sie ihren Feind und schaffen in der Digital World wieder Frieden. Nach ihrem Abenteuer kehren die Kinder mit ihren Partnern in die Menschenwelt und ihre Familien zurück. Koshiro arbeitet anschließend an der Errichtung eines festen Zugangs von der Menschenwelt in die Digital World.

## Figuren

### Protagonisten
Die Hauptcharaktere der Handlung sind acht Grundschüler, die in Tokio oder dem benachbarten Kawasaki in der Präfektur Kanagawa leben, sowie ihre jeweiligen Partner-Digimon. Einzig Yamato lebt weiter entfernt auf dem Land. Dabei sind Hikari und Taichi sowie Takeru und Yamato jeweils Geschwister, Letztere leben voneinander getrennt und tragen unterschiedliche Familiennamen. Die Digimon in der Digital World erachten und bezeichnen sie als auserwählte Kinder, die gemäß seit jeher bestehender Legenden entscheidenden Einfluss auf das Schicksal ihrer Welt nehmen sollen und von der Digital World und ihren Bewohnern gerufen worden sind, um sie zu retten. Gemeinsam mit ihren Partner-Digimon stellen sie sich ihren Gegnern in Kämpfen. Die Partner-Digimon erreichen dabei verschiedene Level und fallen danach mindestens auf das Rookie-Level zurück, deren Namen hier angegeben sind. Eine Ausnahme bildet Hirakis Tailmon, das hauptsächlich das Champion-Level halten kann. Die Charaktere sind im Folgenden:
- Taichi Yagami (八神太一, Yagami Taichi) ist elf Jahre alt, geht gemeinsam mit Sora in die fünfte Klasse und spielt mit ihr Vereinsfußball. Er wohnt mit seiner kleinen Schwester Hikari im selben Hochhauskomplex wie Koshiro in Kawasaki. Er gilt als zuverlässig mit einem hohen Verantwortungsbewusstsein und führt die Kinder faktisch an, wobei er seine eigenen Ziele denen der Gruppe unterordnet. Sein Partner ist Agumon (アグモン).
- Yamato Ishida (石田ヤマト, Ishida Yamato) ist Fünftklässler und der ältere Bruder von Takeru. Er trägt einen anderen Familiennamen als sein Bruder und lebt von ihm getrennt in einem Haus am See außerhalb Tokios. Seine Eltern trennten sich Jahre zuvor, sodass Yamato seither allein bei seinem Vater aufwächst, führt aber trotz der Distanz weiterhin einen sehr engen Kontakt zu seinem Bruder. Er versteht sich eher als Einzelgänger, gibt sich kühl und zielstrebig, möchte Probleme selbst lösen und andere nicht in Gefahr bringen. Daher teilt er Taichis offensivere Ansätze nicht immer sofort, doch beide können einander vertrauen und zusammenarbeiten. Sein Partner ist Gabumon (ガブモン), den er als seinen „allerersten Freund“ bezeichnet. Beide sind das erste Partner-Duo, das sich in der Handlung begegnet.
- Koshiro Izumi (泉光子郎, Izumi Kōshirō) ist Viertklässler und lebt mit den Yagamis im selben Wohnhauskomplex in Kawasaki. Er gilt als zurückhaltend und dazu wissbegierig sowie äußerst technikaffin. Dabei arbeitet er stets mit einem Convertible. Damit hält er über das Internet Kontakt zur Menschenwelt und bereitet Informationen für die auserwählten Kinder auf. Sein Partner ist Tentomon (テントモン).
- Sora Takenouchi (武之内空, Takenouchi Sora) ist Fünftklässlerin, lebt in Kawasaki und geht in dieselbe Klasse wie Taichi. Beide kennen sich seit frühester Kindheit und sind gut befreundet, sie spielt als Stürmerin mit ihm in einem Fußballverein. An ihrer Schule gilt sie jahrgangsübergreifend als sehr beliebt. Ihr Partner ist Piyomon (ピヨモン).
- Jo Kido (城戸丈, Kido Jō) ist Sechstklässler. Er stammt aus einer Arztfamilie, hat einen älteren Bruder und strebt ebenfalls eine Karriere in der Medizin an. Durch seinen Ehrgeiz liegt sein Fokus daher auf dem baldigen Abschluss an der Grundschule mit dem Übergang auf die Mittelschule. Um gute Noten zu erreichen, nimmt er zusätzlich Nachhilfeunterricht. Als ältestes Mitglied der auserwählten Kinder erachtet er sich als deren Anführer, erhält dafür aber weitgehend keinen Zuspruch. Sein Partner ist Gomamon (ゴマモン).
- Mimi Tachikawa (太刀川ミミ, Tachikawa Mimi) ist Viertklässlerin sowie Enkelin von Genichiro Tachikawa, dem Vorstandsvorsitzenden der Firma Tachikawa-Schwerindustrie (Originalschreibweise TACHIKAWA Heavy Industries, Ltd.). Sie wächst dadurch in wohlhabenden Verhältnissen in Tokio auf. Teilweise besteht sie auf ihren eigenen Bedürfnissen, weiß sich aber zugunsten der Gruppe einzureihen. Ihr Partner ist Palmon (パルモン, Parumon).
- Takeru Takaishi (高石タケル, Takaishi Takeru) ist Zweitklässler und gemeinsam mit Hikari das jüngste Mitglied der auserwählten Kinder. Er ist der jüngere Bruder von Yamato – zu dem er ein inniges Verhältnis pflegt und ihn liebevoll Brüderchen (お兄ちゃん, Onī-chan, dt. (großer) Bruder) nennt –, lebt aber getrennt von ihm im Stadtteil Daikan’yamachō im Tokioter Bezirk Shibuya in einem Hochhaus-Appartement und führt einen anderen Familiennamen. Nach der Trennung der Eltern, als Takeru noch im Kleinkindalter war, übernahm die Mutter allein seine Erziehung. Die beiden Brüder halten seitdem weiter engen Kontakt. Sein Partner ist Patamon (パタモン), das in der Digital World als eines der Heiligen Digimon angesehen wird und die verbale Kommunikation von Digimon, die keine menschliche Sprache sprechen, verstehen und übersetzen kann. Nach dem antiken Krieg war es der einzige nicht-wiedergeborene Überlebende der späteren Partner-Digimon und geriet in die Gefangenschaft der neuen Finsternis. Darin verlor es stetig die Bindung zu sich selbst und entwickelte sich bis auf das Champion-Level zurück. Anschließend entwickelte sich aus Angemons Leiden das Digimon Devimon, das seither untrennbar mit ihm verbunden ist.
- Hikari Yagami (八神ヒカリ, Yagami Hikari) ist die jüngere Schwester von Taichi und lebt mit ihrer Familie in einem Hochhauskomplex in Kawasaki. Gemeinsam mit Takeru ist sie das jüngste Mitglied der auserwählten Kinder. Ihr Partner ist Tailmon (テイルモン, Teirumon), das ebenfalls wie Patamon als eines der Heiligen Digimon gilt und mit Digimon ohne menschliche Sprachkenntnisse kommunizieren kann. Es trägt einen Holy Ring, mit dessen Hilfe es und trotz seines kleinen Körpers kräftemäßig im Kampf stärker auftreten kann. Wie Patamon ist auch es nach dem antiken Krieg in der Gewalt der neuen Finsternis und kämpft anfangs auf deren Seite als Skull bzw. Dark Knightmon unfreiwillig gegen die Kinder und ihre Digimon. Bereits lange vor Handlungsbeginn nahm Tailmon in seiner Gefangenschaft immer wieder indirekt Kontakt zu Hikari auf, die dies als Rufe wahrnahm.

#### Level-Verlauf
Da die Partner-Digimon sich regelmäßig entwickeln, darüber andere Namen annehmen und dadurch mehrere für die gleiche Figur existieren, dient die folgende Tabelle zur Einordnung und Übersicht der einzelnen Formen. Sie orientiert sich an den in den Episoden gezeigten Leveln. Die unter Weitere verzeichneten Digimon Omegamon – ein sich aus den Partnern von Taichi und Yamato gemeinsam gebildetes Digimon –, Pegasmon und Ponchomon weichen vom häufigsten auftretenden Entwicklungsverlauf ab. Bei in Klammern aufgeführten Zusätzen handelt es sich um Modifikationen, die das Aussehen eines Digimons verändern und dessen Angriffsmöglichkeiten erweitern, ohne dass damit eine Levelveränderung einhergeht.
| Auserwähltes Kind | Baby      | Ausbildung | Rookie   | Champion                  | Ultra                             | Mega                                    | Weitere                       |
| ----------------- | --------- | ---------- | -------- | ------------------------- | --------------------------------- | --------------------------------------- | ----------------------------- |
| Taichi            | Botamon 1 | Koromon    | Agumon   | Greymon                   | Metal Greymon (Alterous Mode)     | Mugendramon 2 War Greymon Blitz Greymon | Omegamon 3 Omegamon Alter-S 4 |
| Yamato            | Punimon 1 | Tsunomon   | Gabumon  | Garurumon                 | Were Garurumon (Sagittarius Mode) | Metal Garurumon Cres Garurumon          | Omegamon 3 Omegamon Alter-S 4 |
| Koshiro           | 5         | 5          | Tentomon | Kabuterimon               | Atlur Kabuterimon                 | Herakle Kabuterimon                     | 5                             |
| Sora              | 5         | 5          | Piyomon  | Birdramon                 | Garudamon                         | Hououmon                                | 5                             |
| Jo                | 5         | 5          | Gomamon  | Ikkakumon                 | Zudomon                           | Vikemon                                 | 5                             |
| Mimi              | 5         | 5          | Palmon   | Togemon                   | Lillymon                          | Rosemon                                 | Ponchomon 6                   |
| Takeru            | Poyomon   | Tokomon    | Patamon  | Angemon 7                 | Holy Angemon                      | Seraphimon Black Seraphimon 8 Goddramon | Pegasmon 6                    |
| Hikari            | 5         | 5          | 5        | Tailmon Skull Knightmon 9 | Angewomon Dark Knightmon 9        | Ofanimon Holydramon                     | 5                             |

#### Verbündete
Da sich die neue Finsternis in immer weitere Teile der Digital World ausbreitet und auch andere Welten bedroht, unterstützen verschiedene Digimon und Gruppen die Kinder bei ihrem Kampf gegen den gemeinsamen Feind. Die wichtigsten sind folgend aufgelistet:
- Die Herrscher des Guten der Digital World agierten als hohe Vertreter des Lichts im antiken Krieg gegen die Bedrohung durch die Finsternis. Es handelt sich bei ihnen um eine Gruppierung von fünf[11] Digimon auf dem Mega-Level, darunter ein Valdurmon (ヴァロドゥルモン, Varodurumon) und Cherubimon. Da die Finsternis das Gleichgewicht der Digital World zu ihren Gunsten verändert hatte, wehrte sich das Licht in einem Krieg gegen die Bedrohung, insbesondere durch Hinzunahme von sechs Kriegern und der zwei Heiligen Digimon. Der Krieg endete ohne Sieger, die Herrscher des Guten verloren dabei ihr Leben und sind seither beinahe handlungsunfähig, während die Daten der sechs Krieger in Digi-Eier umgewandelt wurden und die Heiligen Digimon in Gefangenschaft gerieten. Da sich die nun als neue Finsternis bekannte Strömung seit Handlungsbeginn immer weiter ausbreitet, wenden sich die Herrscher des Guten an die auserwählten Kinder, wobei Valdurmon ihnen wichtige Informationen über die Situation in der Digital World vermittelt sowie sie auf eines der Heiligen Digimon aufmerksam macht, das sich für das Erreichen ihres Zieles als äußerst nützlich erweisen soll. Auch Cherubimon, das als die stärkste Waffe des Lichtes im antiken Krieg galt, anfangs ohne Erinnerungen wiedergeboren wurde und auf dem Rookie-Level als Lopmon (ロップモン, Roppumon) auftritt, übermittelt weitere Informationen über die Gegebenheiten während und im Anschluss des Krieges.

- Leomons Armee ist eine Widerstandsgruppe unter der Führung des Champion-Digimons Leomon (レオモン, Reomon), die auf Cloud arbeitet. Sie wehrt sich gegen den stetig wachsenden Einfluss der neuen Finsternis – insbesondere den Devimons – und unterstützt Digimon, die sich gegen deren Machtsicherung stellen oder zu schwach für den Kampf sind. Sie unterhält Flüchtlingslager, in denen Digimon Schutz suchen können. Zu den in Kämpfe verwickelten Teilen der Armee gehören unter anderem ein Spadamon, Falcomon und Leomon selbst.

- Komondomon (コモンドモン) sind Digimon auf dem Champion-Level, die während des antiken Krieges umherzogen und schwächere Digimon aus Gefahrensituationen transportierten sowie in Sicherheit brachten. Lopmon als ehemaliger Herrscher des Guten erweckt nach der Rückkehr seiner Erinnerung fünf von ihnen wieder, um durch die neue Finsternis bedrohte Digimon, bei denen es zuletzt gelebt hat, zu retten. Eines der Komondomon stellt Lopmon den auserwählten Kindern und ihren Partner-Digimon zur Verfügung. Komondomon sind in der Lage, menschliche Sprache zu verstehen, allerdings können sie sie selbst nicht sprechen. In ihrem Inneren verfügen sie über einen Aufenthaltsraum mit Möbeln, der auf ihre Rücken hinaus erweitert werden kann, wodurch die Kinder und ihre Digimon lange Wege auf Komondomon beschreiten können. Des Weiteren befindet sich in ihrem linken Auge ein Scheinwerfer und sie sind in der Lage, unter Wasser zu tauchen. Obwohl von derselben Art, kann sich die Rüstung an ihren Köpfen in Form und Farbe unterscheiden.

### Antagonisten
Die auserwählten Kinder und ihre Digimon müssen sich neben den Störungen in der Menschenwelt auch feindlichen Digimon stellen, die sie auf ihrem Weg und in ihren Zielen behindern und ihre Leben bedrohen. Bedingt durch den antiken Krieg, der zuletzt in der Digital World getobt hat, sehen sie sich in erster Linie der neuen Finsternis als Feind gegenüber, die selbst alles daransetzt, die auserwählten Kinder und ihre Digimon zu töten, und als noch aggressiver als jene Kriegspartei gilt. Folgend werden die in der Handlung einflussreichsten Feinde chronologisch aufgeführt. Da es einigen von ihnen gelingt, sich zu entwickeln, und sie dadurch für gewöhnlich andere Namen annehmen, wird hier der des ersten auftretenden Levels am Anfang genannt.
- Algomon (アルゴモン, Arugomon) zeigt sich als erster Gegenspieler der auserwählten Kinder. Das Digimon befindet sich auf dem Ausbildungs-Level. Algomon treten in dieser Form in großer Zahl auf, erweisen sich aber ob ihres Levels als kräftemäßig schwach. Sie sind allerdings in der Lage, im Netz schwere Störungen zu verursachen: Unter anderem manipulieren sie von dort aus Stromversorgungen in der Menschenwelt und hacken sich in hochgesicherte Computernetzwerke, um in diesen irreversible Schäden anzurichten. Daneben ist es mindestens einigen Algomon möglich, ohne große Mühen auf höhere Level aufzusteigen und dabei mehrere Entwicklungsschritte direkt hintereinander zu vollziehen. Alle sechs bekannten Level von Algomon tragen denselben Namen, unterscheiden sich allerdings äußerlich wie kräftemäßig. Im Handlungsverlauf treten sie erneut auf und stören die Netzwerke in der Menschenwelt. Noch später wird deutlich, dass sie von einem mächtigen Wesen geschaffen worden sind, um verschiedene Aufgaben in dessen Sinne zu erledigen.

- Ogremon (オーガモン, Ōgamon) befindet sich auf dem Champion-Level und koordiniert die Angriffe von durch die neue Finsternis manipulierten Digimon vor Ort. Zwar ist es in der Lage, in menschlicher Sprache zu kommunizieren, dies allerdings nur mit einigen Wörtern in unvollständigen Sätzen. Es gilt als ein stolzes Digimon, das seine Ehre über alles stellt und sie um jeden Preis verteidigt. Seine Spezialattacke ist die Kaiserfaust, wobei es mit einem Faustschlag eine Aura auf seine Gegner abfeuert. Es selbst greift in Kämpfe gemeinsam mit den manipulierten Digimon aktiv ein.

- Devimon (デビモン, Debimon) ist ein Digimon auf dem Champion-Level und agiert von einem Turm, der von einem Eldoradimon getragen wird, im Gebiet eines Miasmasumpfes auf Cloud aus, wo es unter anderem zu Entwicklungen forscht, die die Kraft gewöhnlicher übersteigt. Es hat ein persönliches Verhältnis zum ersten auftretenden Heiligen Digimon. Devimon bezeichnet es mehrmals als „Freund“. Bedingt durch von ihm benutzte Soundbirdmon ist es in der Lage, die Wesen anderer Digimon zu manipulieren und sie sich hörig zu machen. Ebenfalls durch die Soundbirdmon hält es Kontakt zu seinen Untergebenen. Es kann mithilfe des Miasmas, das auf sie übertragen wird, über Digimon auf dem höheren Ultra-Level gebieten. Die Substanz nutzt es auch für eigene Angriffe, um sich in Kampfhandlungen taktische Vorteile zu geben. Seine Spezialattacke ist die Death Claw, bei der es mit einem seiner Finger einen schneidenden Strahl auf seine Gegner abgibt. Wie die neue Finsternis im Allgemeinen, will auch es den Tod der auserwählten Kinder und ihrer Digimon und nimmt für dieses Ziel keine Rücksicht auf seine Untergebenen. Ebenso arbeitet es daran, Energie aus der Menschenwelt der neuen Finsternis dienlich zu machen, um ihr so neue Möglichkeiten zur Level-Entwicklung zu geben, so auch für sich selbst. Sein Ultra-Level ist Neo Devimon (ネオデビモン, Neodebimon) – dessen Spezialattacke ist die Guilty Claw, die der Death Claw ähnlich ist, hier es aber alle Finger seiner Hand benutzt –, sein Mega-Level Done Devimon (ダンデビモン, Dandebimon); Devimons direkte Vorentwicklung ist das Rookie-Digimon Tukaimon (ツカイモン, Tsukaimon). Wie sich später herausstellt, ist Devimon ein Teil von Takerus Partner, der während dessen Gefangenschaft bei der neuen Finsternis in dessen Geist erschaffen wurde. Da Devimon auch weiterlebt, nachdem Angemon zu Tode gekommen ist, gilt seine Existenz als unsterblich und verbleibt in Patamon. Devimons Körper kann sich neu materialisieren, wenn Takerus Partner seine Kräfte mit dem Erreichen von Entwicklungen steigert.

- Eyesmon (アイズモン, Aizumon) zeichnet nach der vorläufigen Vernichtung der Algomon für die permanenten Störungen im Stromnetz in Tokio verantwortlich. Es befindet sich auf dem Champion-Level und ist in der Lage, seinen Körper in etliche Teile zu spalten, die unabhängig voneinander angreifen können. Mit gewonnenen Informationen aus Tokio kann es die Stadt mithilfe von Daten nachbilden und nach Belieben verändern. Dieser andauernde Datentransfer sorgt dafür, dass die Zeit in der Digital World schneller verläuft als in der Menschenwelt und im Netz. Das nachgebildete Tokio kann Eyesmon ebenfalls in Betrieb nehmen, mit zum Beispiel dargestellten und sprechenden Passanten oder fahrenden Zügen. Daneben kann es im Kampf materialisierte Daten hervorrufen, um Gegner anzugreifen oder deren Attacken abzublocken. Sein Ultra-Level bildet Orochimon (アイズモン), sein Mega-Level Nidhoggmon (ニーズヘッグモン, Nīzuheggumon). Mit diesen Entwicklungen erhält es stetig mehr Macht, die es ihm ermöglicht, die Störungen in Tokio und Umgebung weiter zu verschärfen.

- Skull Knightmon (スカルナイトモン, Sukarunaitomon) tritt erstmals beim Diebstahl des Digi-Eies eines der Heiligen Digimon in Erscheinung. Es ist auf dem Champion-Level und reitet auf einem Darkmaildramon. Es gehört zur Gattung der Untoten, seine Spezialattacken sind der Breast Eye Wink und die Spear Needle. Sein Ultra-Level bildet Dark Knightmon (ダークナイトモン, Dākunaitomon), gehört zur Gattung der Dunklen Ritter und verfügt über die drei Spezialattacken Shoulder Blade, Twin Spear und Undead Soldier. Es ist der einzige Antagonist, der einer Rückentwicklung – vom Ultra- auf das Champion-Level – ausgesetzt ist. Sein ärgstes Bestreben ist das Dienlichmachen von Energiequellen wie eines der Heiligen Digimon und der Schutz eines Splitters, der diese Energie für Entwicklungen umwandelt und ein Teil Millenniumons ist. Es gilt als dessen Auserwählter und ist tatsächlich Hikaris Partner Tailmon, das nach seinem Tod im antiken Krieg wiedergeboren wurde und von der neuen Finsternis instrumentalisiert wird.

- Millenniumon (ミレニアモン, Mireniamon) gilt als einer der stärksten Angehörigen der Finsternis im antiken Krieg gegen das Licht. Es befindet sich auf dem Mega-Level und verfügt über eine hohe Zerstörungswut, die von der Finsternis zuletzt nicht mehr beherrscht werden konnte. Durch einen gemeinsamen Angriff der Krieger und Heiligen Digimon, der sie fast alle das Leben kostete, wurde Millenniumon besiegt, aber nicht getötet. Stattdessen zerfiel es in Splitter[12] und verteilte sich über die gesamte Digital World. Der größte dieser Splitter liegt in FAGA, das auch als Versiegelte Tiefen bezeichnet wird, einem Ort weit im Inneren des Unendlichkeits-Kontinents. Dort erwarten eine Vielzahl Vademon die Rückkehr Millenniumons. Mit den Daten, die stetig und mit unterschiedlich starker Intensität aus der Menschenwelt gewonnen werden, füllt Millenniumon seine Splitter und ermöglicht damit seinen Untergebenen Entwicklungsschritte und Einfluss in der Digital World. Daneben betreibt Millenniumon über ein Sephirothmon das Sammeln von Daten über starke Digimon, die auf dem Unendlichkeits-Kontinent leben. Sowohl die Energie- als auch Datengewinnung dienen dem Ziel, mit seiner Wiedergeburt einen neuen und perfekten Körper zu erlangen, um die Digital World zu zerstören.

- Deathmon[13] (デスモン, Desumon) gilt als der König der Dunkelheit und ist das Dunkle Digimon, das als Anführer der Finsternis im antiken Krieg – den es mit seinen Angriffen begann – gegen das Licht kämpfte. Es handelt sich um ein Mega-Level-Digimon, das nach dem antiken Krieg verschwunden ist und zum Ende der Handlung mit der Vereinigung etlicher Soundbirdmon seine Gestalt wiedererlangt. Das Ziel nach seiner Rückkehr ist es, die Monolithen, die die Wappen der auserwählten Kinder darstellen, zu zerstören.

- Negamon (ネガーモン, Negāmon) weilt seit Handlungsbeginn in einer schwarzen Kugel im Netz und greift von dort aus auch in die Digital World ein. Es gilt als Erschaffer der Algomon – die es als ihren Schöpfer erachten – und Hauptursache für die Große Katastrophe sowie ist ein Digimon auf dem Ausbildungs-Level. Erstmals tritt es nach dem Sieg der Kinder über den ersten Befall der Algomon in Erscheinung, indem es Eyesmons Digi-Ei aus der Kugel freigibt. Seither hält es Kontakt zu den anderen Feinden der Kinder und ihren Digimon und erteilt ihnen nonverbal Anweisungen. Seine Anhänger erwarten durch seine angestrebte Rückkehr, die durch den Tod Deathmons ermöglicht wird, die Entstehung der Großen Katastrophe und den Übergang allen Seins in die weiße Leere. Sein Mega-Level ist Abbadomon (アバドモン, Abadomon),[14] eine Variante davon Abbadomon Core (アバドモンコア, Abadomon Koa).[15]

### Digimon-Enzyklopädie
Die Digimon-Enzyklopädie ist ein von Koshiro außerhalb der eigentlichen Erzählung geführtes Porträt über Digimon, die bereits in der Handlung aufgetreten sind. Darin behandelt er je ein Digimon anhand seiner Attribute (Gattung, Level, Spezialattacke) sowie zeigt und kommentiert Bildmaterial über es; vereinzelt, wenn es sich um eines der Partner-Digimon handelt, kommt es in der Ausgabe selbst zu Wort. Das Format beginnt in der 9. Episode mit der Vorstellung des Protagonisten Agumon. Bis zur 17. Episode wird es vor dem Opening gezeigt, anschließend läuft es nach dem Ending jeder Folge. Abschließend kündigt Koshiro für die nächste Ausgabe des Formates ein neues Digimon an, das grob gezeichnet in Schwarz-weiß dargestellt wird. Zunächst ausschließlich die Partner-Digimon auf verschiedenen Leveln behandelnd, zeigt die Digimon-Enzyklopädie in der 29. Episode mit dem Gegenspieler Skull Knightmon erstmals ein davon abweichendes Porträt. In der 58. Episode präsentiert Koshiro einmalig kein Digimon, sondern das Digi-Ei, aus denen Digimon schlüpfen. Das Format endet mit der 67. und letzten Folge der Serie und Vorstellung von Agumons Ausbildungs-Level Koromon. Folgend sind alle in dem Format vorgestellten Inhalte gelistet, die nicht in den Abschnitten Protagonisten, Verbündete oder Antagonisten behandelt werden:
- Burgamon
- Daipenmon
- Digi-Ei
- Eldoradimon
- Gerbemon
- Golemon
- Gravimon
- Marinangemon
- Nanimon
- Nohemon
- Petaldramon
- Rebellimon
- Shakkomon
- Tonosama Gekomon
- Wisemon

## Entwicklung
Am 17. Januar 2020 wurde zunächst in diversen japanischen Blogs die Ankündigung einer neuen Staffel diskutiert. Hierbei kam mehrfach der Titel Digimon Adventure: Ψ auf, wobei man sich auf den griechischen Buchstaben Psi bezog. Noch am selben Tag wurden im japanischen Magazin V Jump erstmals sich direkt auf die Serie bezogene Einzelheiten bekannt gegeben, darunter ein Poster, das die „auserwählten Kinder“ sowie ihre Partner zeigt. Dabei unterscheiden sich die Designs gering von jenen aus 1999, wobei die Kleidungsstücke weitgehend gleich sind und sich beinah ausschließlich in der Farbgestaltung unterscheiden. Das von Taichi gehaltene Digivice hingegen zeigt optisch markantere Änderungen. Anders als in der ersten Erzählung wird Hikari, Taichis Schwester, bereits zu Beginn der Handlung erwähnt, die 1999 erst zum Ende der ersten Hälfte der Erzählung vorgestellt wurde. Auf der Darstellung zeigen sich einzig Taichis und Yamatos Partner, Greymon und Garurumon, auf einem höher entwickelten Level, während Takerus und Hikaris Partner gänzlich fehlen. Eine Verwendung von Psi, wie anfangs erwartet, wurde im von Tōei Animation angekündigten Titel nicht umgesetzt, jedoch verblieb in der Grafik, die den japanischen Titel darstellt, der Doppelpunkt, auf den ein eigens designtes Symbol folgt. Die darunter angegebene Transkription in lateinischen Buchstaben endet hingegen nach dem Doppelpunkt. In dem für die westliche Welt präsentierten Logo wird der Schriftzug Digimon Adventure: in Versalien verwendet, gefolgt von dem designten Symbol. In V Jump nahmen mit Produzent Hiroyuki Sakurada und Drehbuchautor Atsuhiro Tomioka zwei Verantwortliche in einem Interview zur Serie Stellung. Sakurada erklärte auf Nachfrage, die Serie lege ein besonderes Augenmerk auf die Kampfszenen, wobei die Digimon sich genauer auf die Stärken und Schwächen ihrer Gegner einstellten. Tomioka kündigte an, dass möglichst viele verschiedene Digimon gezeigt würden. Am 20. Januar veröffentlichte Tōei Animation einen Teaser, der Bezug auf die Serie von 1999 nimmt und ein „neues Abenteuer“ für die Protagonisten ankündigt.
Tōei Animation gab am 6. März den ersten Trailer zur Serie heraus, der Elemente aus der Menschen- wie aus der digitalen Welt zeigt. Zusätzlich werden erste Kampfhandlungen von Agumon gegen andere Digimon dargestellt sowie eine vollendete Entwicklung von Agumon auf sein nächsthöheres Level angedeutet. Am 16. März veröffentlichte Tōei Animation den zweiten Trailer zur Serie, der neben bereits im ersten Trailer gezeigten Szenen erstmals die Figuren Agumon und Taichi mit Synchronstimmen versieht. Zudem wird die bereits im ersten Trailer angedeutete vollendete Entwicklung Agumons zu Greymon gezeigt sowie die Ausführung dessen Attacke Mega Flame, wobei die dabei angewendete Animation mehr Details verwendet als die Serie von 1999.
Ab dem 30. März warb Tōei Animation im Shibuya Stream – einem Hochhauskomplex im Tokioter Stadtbezirk Shibuya, in dem die Animes des Franchise unter anderem spielen – und im Umfeld des dazugehörigen Bahnhofs für die neue Serie mit Plakaten und auf die Eingangstreppe des Komplexes projizierten Animationen, die Digimon in geringer Pixelzahl darstellten. Zusätzlich schaltete Tōei eine Website online, auf die nach Auswahl unter 30 Digimon je eine kurze Nachricht gestellt werden kann, die anschließend von den Digimon per Sprechblase auf der Website nacheinander angezeigt werden. Tōei stellt dafür nach dem Erreichen verschiedener Zahlen von Beiträgen nacheinander Wallpaper zum Herunterladen zur Verfügung.
Im August 2020 führte die japanische Plattform What’s in? Toyko ein Gespräch mit Sakurada und Regisseur Masato Mitsuka zu den Hintergründen der Serie. Sakurada erklärte, dass man nach dem Handlungsstrang von Digimon bis zum Abschluss durch Digimon Adventure: Last Evolution Kizuna eine neue Erzählung habe schaffen wollen, die die derzeitige Kinder-Generation ansprechen solle. In den Handlungen der vorliegenden Adventure-Geschichten habe man einen Ansatz gesehen, das Franchise auch für die neue Zielgruppe zu öffnen. Bezüglich des Serientitels habe man sich in der schriftlichen Variante für den Slogan Digimon Adventure sowie ein Digivice entschieden, das als wiederkehrendes Element in der Serie gezeigt werde. So verbinde der im Titel verwendete Doppelpunkt den Schriftzug mit dem Symbol, jedoch würden weder der Doppelpunkt mitgesprochen noch das Digivice ausgesprochen oder -geschrieben. Weiter verweist Sakurada auf die ersten drei Episoden der Serie und die darin dargestellte Gefahr eines atomaren Schlags. Diese hätten das Ziel, die Ernsthaftigkeit der Handlung darzustellen. Im Hinblick auf die weltweite COVID-19-Pandemie, die bei Ausstrahlungsbeginn im April des Jahres bereits herrschte, habe er sich entschieden, die Digital World offener zu gestalten, um einen Ausgleich zu schaffen, da die Menschen während der Pandemie mehr Zeit zu Hause und weniger im Freien verbrächten. Mitsuka, der bereits mit Sakurada an Digimon Fusion und Dragon Ball Super gearbeitet hatte, habe eine Notwendigkeit gesehen, dem Champion-Digimon Greymon als wichtigstes Protagonisten-Digimon über seine Spezialattacke Mega Flame hinaus Kampfmöglichkeiten zu bieten. So habe er Greymon durch das Darstellen gewöhnlicher physischer Attacken mehr Handlungsspielraum geben wollen, als es noch in Digimon der Fall gewesen sei. Als ein Kernelement der Erzählung habe Mitsuka den Fokus der Zusammenarbeit der auserwählten Kinder mit ihren Digimon in den direkten Kampfhandlungen gelegt, um so eine immer engere Verbundenheit mit fortschreitender Zeit zu begünstigen.

## Synchronisation
Von den acht Seiyūs der auserwählten Kinder sprach nur Megumi Han ihre Rolle zuvor; im Japan-exklusiven PSP-Spiel Digimon Adventure von 2013. Der Rest der Figuren wird von anderen Personen als den Seiyūs der früheren Adventure-Serien, -Filmen und -Adaptionen gesprochen. Von den acht Partner-Digimon wurde lediglich die Seiyū von Tailmon umbesetzt. Yuka Tomitsu war ein letztes Mal im Film Digimon Adventure: Last Evolution Kizuna aus dem Jahr 2020 in der Rolle zu hören. Die meisten Sprecherrollen bei den wichtigsten Figuren übernahm Kensuke Ōta, der drei Antagonisten seine Stimme lieh. Sofern es sich bei den Figuren um Digimon handelt, wird bei den Partner-Digimon der Name des hauptsächlich gehaltenen Levels genannt sowie bei den anderen das zuerst gezeigte Level angegeben.
| Rolle               | Japanische Sprecher (Seiyū) |
| Auserwählte Kinder  | Auserwählte Kinder          |
| ------------------- | --------------------------- |
| Taichi Yagami       | Yūko Sanpei                 |
| Yamato Ishida       | Daisuke Namikawa            |
| Sora Takenouchi     | Ryoko Shiraishi             |
| Koshiro Izumi       | Yumiko Kobayashi            |
| Jo Kido             | Takeshi Kusao               |
| Mimi Tachikawa      | Marika Kouno                |
| Takeru Takaishi     | Megumi Han                  |
| Hikari Yagami       | Misaki Watada               |
| Weitere             |                             |
| Erzählerstimme      | Masako Nozawa               |
| Genichiro Tachikawa | Michihiro Ikemizu           |
| Yuko Yagami         | Mie Sonozaki                |

| Rolle                       | Japanische Sprecher (Seiyū)         |
| Partner-Digimon             | Partner-Digimon                     |
| --------------------------- | ----------------------------------- |
| Agumon                      | Chika Sakamoto                      |
| Gabumon                     | Mayumi Yamaguchi                    |
| Piyomon                     | Atori Shigematsu                    |
| Tentomon                    | Takahiro Sakurai                    |
| Gomamon                     | Junko Takeuchi                      |
| Palmon                      | Kinoko Yamada                       |
| Patamon                     | Miwa Matsumoto                      |
| Tailmon                     | Mie Sonozaki                        |
| Omegamon                    | Chika Sakamoto und Mayumi Yamaguchi |
| Antagonisten und Verbündete |                                     |
| Algomon                     | Takashi Matsuyama                   |
| Deathmon                    | Kensuke Ōta                         |
| Devimon                     | Ryōtarō Okiayu                      |
| Eyesmon                     | Kensuke Ōta                         |
| Komondomon                  | Daisuke Yokoyama                    |
| Leomon                      | Hiroaki Hirata                      |
| Lopmon                      | Chinami Nishimura                   |
| Millenniumon                | Kensuke Ōta                         |
| Negamon                     | Takashi Matsuyama                   |
| Ogremon                     | Hisao Egawa                         |
| Skull Knightmon             | Mie Sonozaki                        |
| Valdurmon                   | Ai Maeda und Yūto Kazama            |

## Musik

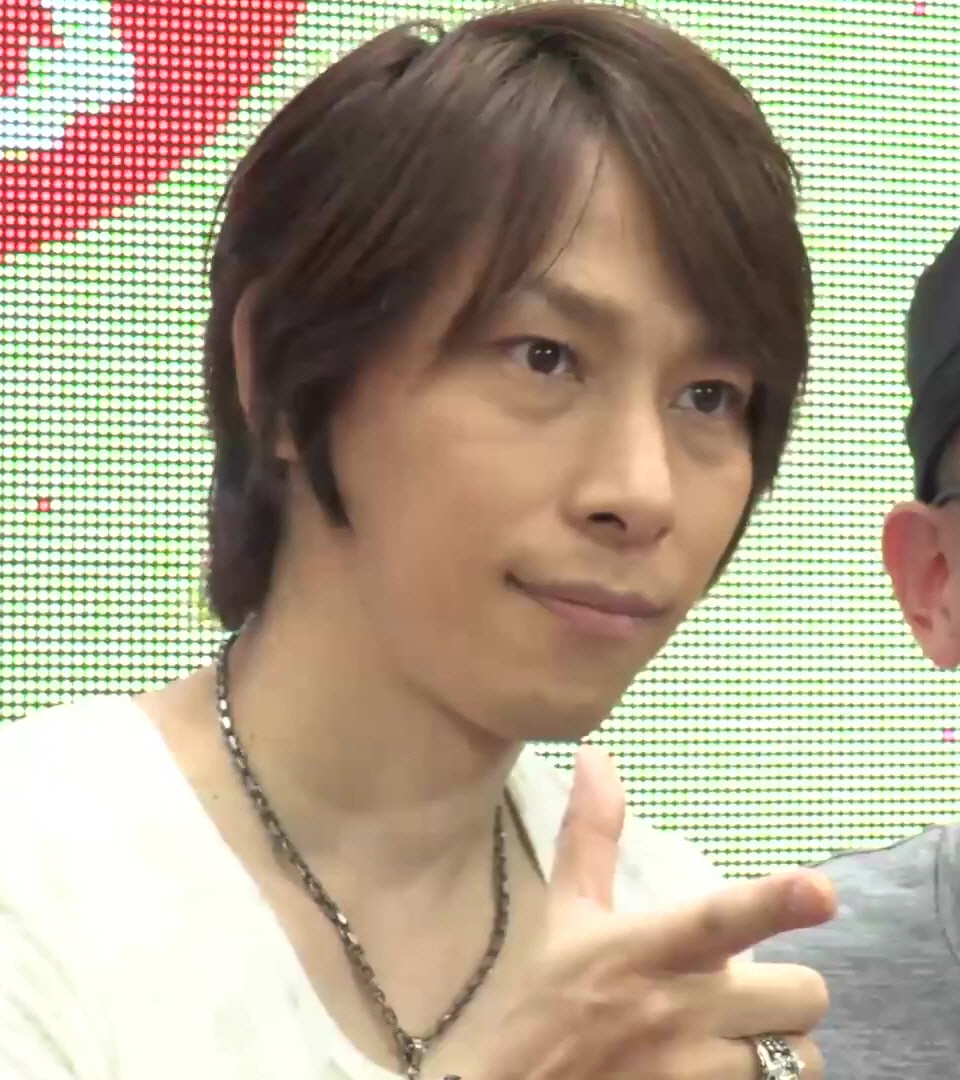
Takayoshi Tanimoto (hier 2016) arbeitete bereits zuvor mit Songs für das Digimon-Franchise.

Bedingt durch den Tod von Kōji Wada 2016, der bei Digimon, Digimon 02 und Digimon Adventure tri. für die Openings verantwortlich zeichnete, wählte man zum ersten Mal für eine Adventure-Produktion des Franchise einen neuen Musiker für das Eröffnungslied aus. Hierbei interpretiert Takayoshi Tanimoto den Titel Mikakunin Hikousen (jap. 未確認飛行船; dt. Nicht identifiziertes Luftschiff), von dem etwa anderthalb Minuten abgespielt werden. Tanimoto arbeitete unter anderem bereits musikalisch an Digimon Fusion, mit dem Lied One Vision für Digimon Tamers sowie mit dem Ending-Titel Yeah! Break! Care! Break! für Dragon Ball Z Kai. Das Ending für die ersten 13 Episoden bildet der Titel Kuyashi-sa wa tane (jap. 悔しさは種; dt. Das Bedauern ist ein Samen) von Chiai Fujikawa; hierbei wird ein ca. einminütiger Ausschnitt des Liedes verwendet. Von der 14. bis zur 26. Episode dient das Lied Q? der Sängerin Reol als Ending. Reol arbeitete bisher als Solokünstlerin sowie als eines von drei Mitgliedern in der gleichnamigen Band. Gleichzeitig ersetzte man mit dem neuen Song ebenfalls die Ending-Animation. Mit der 27. Episode nahm man erneut eine Änderung für das Ending vor. Hier übernimmt der Sänger Maica_n den Endingtitel Mind game. Zusätzlich, wie zur 14. Episode, erfolgte ein Wechsel bei der Animation. Nach 12 Episoden, mit der 39. Folge, wurde erneut ein neuer Endingtitel eingeführt. Der vierte der Serie, Overseas Highway, ist ein gemeinsam gesungenes Stück der Künstler Orangestar und Wolpis Carter. Einhergehend damit führten die Produzenten eine andere Animation ein.
Mit der vierten Folge führte man zum ersten Mal einen Insert-Song ein, der üblicherweise für die Champion-Level-Entwicklungsszenen sowie die direkt folgenden Handlungen verwendet wird. Das Lied trägt den Titel Be The Winners. Ebenso wird für die erstmals in Folge zehn gezeigte Entwicklung auf das Ultra-Level der Titel X-Treme Fight abgespielt sowie seit Episode 30 für Mega-Level-Entwicklungen der Song Break the Chain. Die Serie bietet hier mehrere Musikstücke für die verschiedenen Levelaufstiege an, die gemeinsam mit dem Opening nur von Tanimoto gesungen werden, während beides in der Serie von 1999 mit Ayumi Miyazakis Brave Heart als einzigem Insert-Songtitel und dem Opening Butter-Fly von Wada noch aufgeteilt wurde.
Am 19. August 2020 erschien eine CD mit dem Soundtrack der Serie. Zu den bisher bekannten sollen auch mindestens zwei Titel gehören, die bis einschließlich der achten Folge nicht veröffentlicht worden seien. Am 30. September wurde eine erste Teilveröffentlichung des Soundtracks zur Serie zur Verfügung gestellt. Diese beinhaltet 34 Titel, wovon 32 vom Verantwortlichen der Serie für Musik, Toshihiko Sabashi, stammen. Die zwei restlichen bilden das Opening von Tanimoto sowie das Ending von Fujikawa.

## Ausstrahlung und Veröffentlichung
Tōei Animation erklärte gleichzeitig mit der Vorstellung der Serie am 17. Januar 2020, diese ab April 2020 am Sonntagvormittag auszustrahlen. Am 6. März kündigte es die Aufnahme der Serie ins Programm von Fuji Television ab dem 5. April an. Die erste von ursprünglich 66 angestrebten Episoden der Serie trägt den Titel Tōkyō Dejitaru Kuraishisu (jap. 東京デジタルクライシス; dt. Tokio Digitale Krise). Crunchyroll sicherte sich die Streamingrechte und zeigt die Serie mit Untertiteln in neun angebotenen Sprachen, darunter das Deutsche, im Simulcast. Dabei werden für den deutschen Untertitel weitgehend die originalen Namen und Termini aus dem Japanischen verwendet.
Aufgrund der weltweiten COVID-19-Pandemie sowie ihrer individuellen Situation in Japan setzten Tōei Animation und Fuji TV am 20. April sowohl die Ausstrahlung der Serie als auch weltweit den Simulcast auf Streamingportalen bis auf Weiteres aus. Zu diesem Zeitpunkt waren drei Episoden gesendet worden. Noch während der Aussetzung veröffentlichte Tōei Animation am 30. April ein Video, das neben einer Zusammenfassung der bereits gezeigten Episoden unter anderem auch bisher unveröffentlichtes Material präsentiert, welches aus der vierten Episode und darüber hinaus stammen solle.
Der Twitter-Account des Digimon-Franchise gab am 31. Mai ihre Wiederaufnahme ins Programm von Fuji TV ab dem 7. Juni bekannt. Ab diesem Zeitpunkt solle erneut wöchentlich eine Folge ausgestrahlt werden, beginnend mit der ersten Episode. Entsprechend setzte man am 28. Juni mit der vierten Folge die Erstausstrahlung der Serie fort. Tōei Animation seinerseits nahm zur Wiederaufnahme am 4. Juni mit zwei Videos Stellung. Zum einen werden darin neben weiterer Darstellungen der kommenden Handlung zum ersten Mal eingehendere Charakterisierungen der Protagonisten abgegeben sowie Einblicke in die Umstände der Digital World sowie die Entwicklungsstufen der Digimon gewährt. Zum anderen werden Kampfszenen sowie die Digimon Ogremon und Devimon gezeigt, die bereits zu Beginn der Handlung der Serie von 1999 Gegenspieler der Kinder und ihrer Digimon gewesen sind.
Nach Ausstrahlung der 63. Episode veröffentlichte das Digimon-Franchise eine Übersicht über Termine das Franchise Digimon betreffend für den September 2021. Obwohl die Serie nach bisherigen Angaben nach drei weiteren Episoden hätte abgeschlossen werden sollen, kündigte es die Ausstrahlung einer weiteren Folge an. Fuji TV bestätigte eine Woche später die Ausstrahlung einer 67. und letzten Episode für den 26. September unter dem Titel Bōken no Hate (jap. 冒険の果て; dt. Das Ende des Abenteuers).
Die Serie wird seit dem 2. Dezember 2020 im japanischen Handel auf Blu-ray Disc und DVD veröffentlicht. So enthält die erste Box die ersten zwölf Episoden sowie weiteres Material, unter anderem ein Booklet und Interviews mit den Verantwortlichen der Serie. Die zweite Box mit den nächsten zwölf Episoden erschien am 3. März 2021. Die dritte Box mit den Episoden 25 bis 36 wurde am 2. Juni 2021 veröffentlicht.

## Rezeption
Karan Han von Polygon sieht in der Serie nach der Ausstrahlung der ersten beiden Episoden keinen Reboot, der auch neue Zielgruppen ansprechen möchte. Stattdessen habe die Serie das Ziel, möglichst viel Fanservice für das bereits bestehende Publikum in möglichst wenig Zeit zu präsentieren. Insbesondere erachte sie die schnelle Taktung der Entwicklungen der Digimon als Problem, dazu das Augenmerk auf die Handlung anstelle auf die Charakterentwicklung der auserwählten Kinder.
Joshua Graves von Comic Book Resources weitet den Blick auf die Meinungen der Zuschauer und sehe nach Ausstrahlung der ersten drei Folgen bei diesen unterschiedliche Reaktionen. Er lobt die Ernsthaftigkeit der Serie, die er am Beispiel des drohenden atomaren Schlags, der durch die Algomon provoziert werde, festmache; dazu den sehr frühen Zeitpunkt der Auseinandersetzung mit einer solchen Situation, bei der erst drei der auserwählten Kinder in die Handlung eingeführt worden seien. Andererseits kritisiert er wie Han die Schnelligkeit der Entwicklungen. Graves sieht in der Handlung der ersten drei Folgen eine zu große Nähe zum Franchise-Film Digimon Adventure: Bokura no War Game! und unterstellt, dass einige Szenen aus dem Film in der Serie übernommen worden seien.

## Trivia

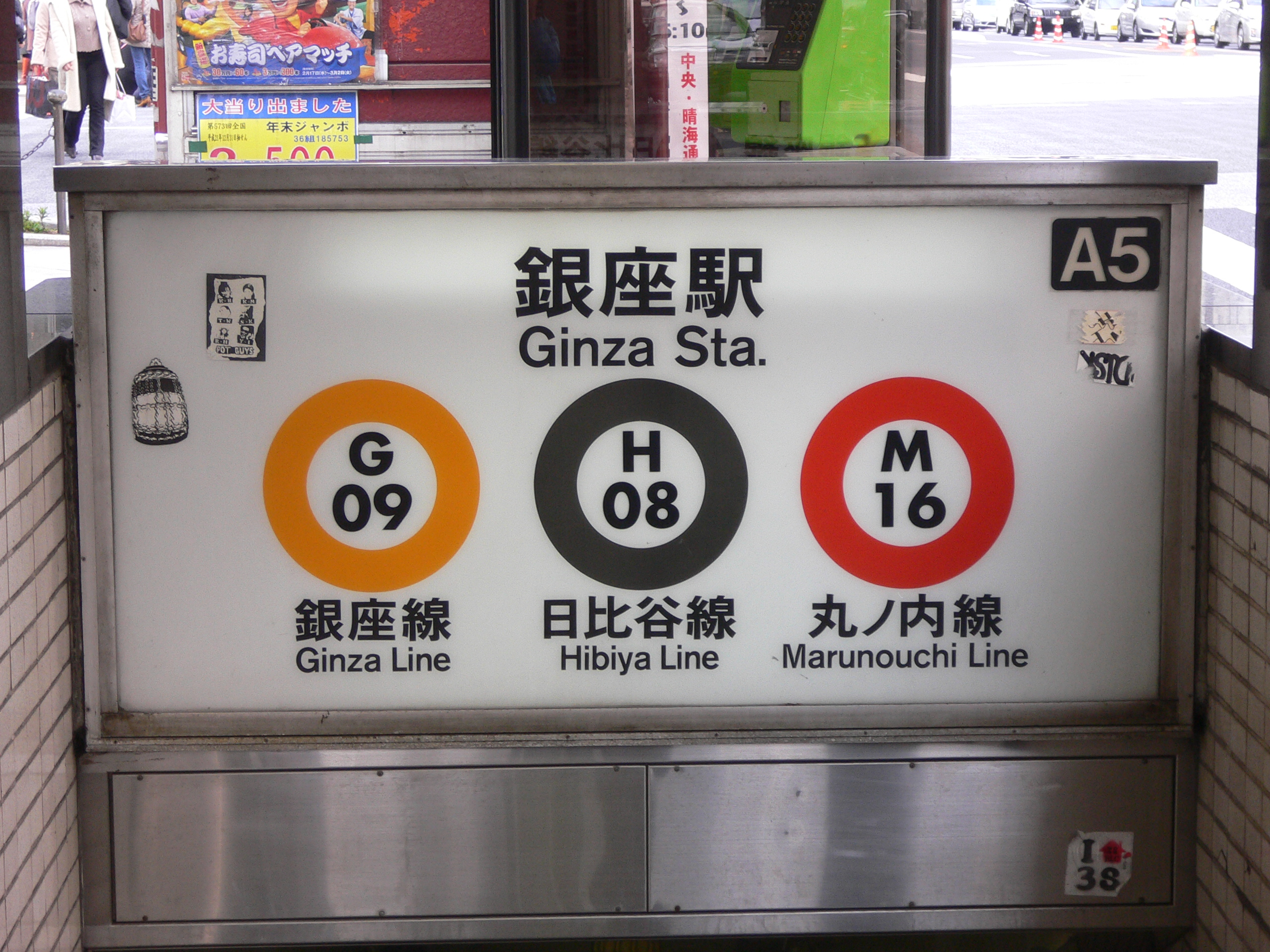
Schild des Zugangs A5 zum U-Bahnhof Ginza (2010)

- Vor der Präsentation eines Digimons in der serieninternen Digimon-Enzyklopädie wird ein Bild in Form einer Spielkarte eingeblendet, das sich schließlich dreht und das Digimon enthüllt. Dieses Bild bildet die Rückseite des 2020 und vor der Digimon-Enzyklopädie eingeführten Digimon Card Game, ein Sammelkartenspiel, das ebenfalls auf dem Franchise beruht.[51]

- Die Serie nimmt in ihrer 12. Episode an 2 Stellen Bezug auf den Inhalt des 1986 veröffentlichten Anime Das Schloss im Himmel. In diesem überreicht ein Roboter der Protagonistin Sheeta eine Blume. Darauf findet sie mit ihm und ihrem Begleiter Pazu einen mit Pflanzen überwucherten, deaktivierten Roboter vor. In der Episode erhält Mimi von einem Guardromon eine Blume. Am Ende der Folge wird ein Andromon unter Pflanzen begraben und dadurch ausgeschaltet.

- In der 16. Episode fahren sechs der Protagonisten in einem originalgetreu nachgebauten Tokio mit der Metro, um zum Bahnhof Shibuya zu gelangen. Dabei steigen sie am U-Bahnhof Ginza in eine Bahn. Bei der dort verkehrenden Hibiya-Linie ist angegeben, dass es sich bei Ginza um den Haltepunkt H-08 handelt. Tatsächlich trägt der Bahnhof die linieninterne Nummer H-09, seitdem der im Juni 2020 eröffnete U-Bahnhof Toranomon Hills angefahren wird. Dies war bereits der Fall, als die Episode im September 2020 erstausgestrahlt wurde.[52] Auch ist Hibiyas Liniensymbol grün umkreist, im Original ist es grau gefärbt.[53]

- Das in der 24. Episode agierende Done Devimon wurde zum ersten Mal im Franchise gezeigt. Der Zeichner Kenji Watanabe schuf es nach eigenen Angaben aus Teilen der von Todd McFarlane erdachten Comicfiguren Venom und Spawn.[54]

- Der von Koshiro in der 42. Episode gefundene, orange Datenträger, der unter anderem eine ursprüngliche Karte des Unendlichkeits-Kontinents enthält, ist in der Realität eine Dimcard für die Vitalbracelet Series Digital Monsters, eine Reihe von Sportuhren, mit denen sich Vitalparameter messen lassen. Als weitere Funktion kann eine Dimcard hinzugefügt werden, mit der sich ein Digimon auf das Gerät spielen lässt, das sich bei sportlicher Betätigung entwickeln kann. Eine orange Dimcard enthält dabei ein Agumon.[55]

- Ein wiederkehrendes Element in den Digimon-Animes ist der Tod eines Leomons oder Digimons mit ähnlichem Namen während der Handlung, so unter anderem in Digimon oder Digimon Adventure tri., wenn eines in der Serie gezeigt wird. In dieser Serie, in dem ein Leomon während der Handlung eine wiederkehrende Nebenrolle einnimmt, überlebte es erstmals bis zum Ende.[56]